# Han Chong-song
Han Chong-song (kor. 한청송 ;ur. 1 stycznia 2003) – północnokoreański zapaśnik walczący w stylu wolnym. Srebrny medalista igrzysk azjatyckich w 2022. Mistrz Azji w 2025 roku.